# 逗子テレビ中継局
逗子テレビ中継局（ずしテレビちゅうけいきょく）は、神奈川県逗子市に置かれている共建のテレビ中継局。

## 概要
- 逗子市新宿5丁目の披露山に置局し、周辺地域をカバーエリアとする[要文献特定詳細情報]。
- NHKとテレビ神奈川が共建したアナログUHF局で、在京民放テレビのアナログ波は平塚中継局か、東京送信所のVHFが受信されている[要文献特定詳細情報]。
- デジタルについては、在京民放も中継局を新設[要文献特定詳細情報]。
- 2009年（平成21年）12月25日デジタル中継局開局。「12月24日付、総務省より、地上デジタル放送本免許交付」[要文献特定詳細情報]
- 偏波面は、送信所から見て東側（逗子側）は、垂直偏波。西側（鎌倉側）は、水平偏波[要文献特定詳細情報]。
- アナログ中継局は、2011年（平成23年）7月24日正午と同時に停波。そのまま廃局となり、デジタル中継局に引き継がれた[要文献特定詳細情報]。

## 中継局概要

### デジタルテレビ
| リモコンキーID | 放送局名          | 物理チャンネル | 空中線電力 | ERP  | 放送対象地域                                      | 放送区域内世帯数 |
| -------------- | ----------------- | -------------- | ---------- | ---- | ------------------------------------------------- | ---------------- |
| 1              | NHK東京総合テレビ | 13ch           | 1W         | 7.6W | 関東広域圏 （茨城県、栃木県及び群馬県を含まない） | 3万5276世帯      |
| 2              | NHK東京教育テレビ | 15ch           | 1W         | 7.6W | 全国                                              | 3万5276世帯      |
| 3              | tvkテレビ神奈川   | 17ch           | 1W         | 7.6W | 神奈川県                                          | 3万5276世帯      |
| 4              | NTV日本テレビ     | 32ch           | 1W         | 6.9W | 関東広域圏                                        | 3万5276世帯      |
| 5              | EXテレビ朝日      | 40ch           | 1W         | 6.9W | 関東広域圏                                        | 3万5276世帯      |
| 6              | TBSテレビ         | 36ch           | 1W         | 6.9W | 関東広域圏                                        | 3万5276世帯      |
| 7              | TXテレビ東京      | 44ch           | 1W         | 6.9W | 関東広域圏                                        | 3万5276世帯      |
| 8              | CXフジテレビ      | 38ch           | 1W         | 6.9W | 関東広域圏                                        | 3万5276世帯      |

- 2009年（平成21年）12月25日開局。「12月24日付、総務省より、地上デジタル放送本免許交付」
- 放送エリアは、逗子市西部のほぼ全域と横須賀市・鎌倉市・横浜市金沢区の一部地域。
- なお、2010年（平成22年）8月27日に、放送エリアの拡大を実施。

1. ↑  基幹放送普及計画（昭和63年郵政省告示第660号）

### アナログテレビ
| 放送局名          | チャンネル | 空中線電力        | ERP              | 放送対象地域 | 放送区域内世帯数 |
| tvkテレビ神奈川   | 47ch       | 映像10W /音声2.5W | 映像83W /音声21W | 神奈川県     | 不明             |
| NHK東京教育テレビ | 49ch       | 映像10W /音声2.5W | 映像83W /音声21W | 全国         | 不明             |
| NHK東京総合テレビ | 51ch       | 映像10W /音声2.5W | 映像83W /音声21W | 関東広域圏   | 不明             |